# Franz Rauch
 (avril 2021).
Si vous disposez d'ouvrages ou d'articles de référence ou si vous connaissez des sites web de qualité traitant du thème abordé ici, merci de compléter l'article en donnant les références utiles à sa vérifiabilité et en les liant à la section « Notes et références ».
Pour les articles homonymes, voir Rauch.
Franz Rauch (né le 15 octobre 1878 à Stralsund, mort le 23 mai 1960 à Berlin) est un scénariste et acteur allemand.

## Biographie
Il commence une carrière d'acteur en 1897 au Stralsunder Theater (de). Rauch joue sur de nombreuses scènes avant de se lancer dans le cinéma muet en tant que scénariste et acteur en 1919. L'actrice Ossi Oswalda est souvent présente dans ses films.
La plupart des histoires de Rauch sont des comédies romantiques, même après l'apparition du cinéma sonore. L'une des rares exceptions à caractère dramatique est la biographie du poète Theodor Körner.

## Filmographie
- 1919 : Komödianten
- 1920 : Zigeunerblut
- 1920 : Das Kussverbot
- 1920 : Das Rätsel im Menschen (aussi acteur)
- 1920 : Das Martyrium
- 1920 : Der Mann mit den drei Frauen
- 1921 : Schiffbrüchige der Liebe
- 1922 : Es kommt der Tag
- 1922 : Der blinde Passagier (aussi acteur)
- 1923 : Der Geigerkönig (aussi acteur)
- 1923 : Das Milliardensouper
- 1924 : Colibri
- 1925 : Niniche
- 1926 : Die Tugendprobe
- 1927 : Das edle Blut
- 1927 : Die weiße Spinne
- 1927 : Wochenendzauber
- 1928 : Der Piccolo vom Goldenen Löwen
- 1928 : Wenn die Mutter und die Tochter…
- 1928 : Robert und Bertram
- 1928 : Heiratsfieber
- 1928 : Der moderne Casanova
- 1929 : Das närrische Glück
- 1929 : Großstadtjugend
- 1929 : Es flüstert die Nacht
- 1929 : Die fidele Herrenpartie
- 1929 : Rêve d'un jour
- 1930 : O Mädchen, mein Mädchen, wie lieb' ich Dich!
- 1930 : Lumpenball (de)
- 1930 : Die lustigen Musikanten
- 1930 : Flachsmann als Erzieher
- 1931 : Kyritz – Pyritz
- 1931 : Mein Herz sehnt sich nach Liebe
- 1932 : Les Filles de Madame Lehmann
- 1932 : Zwei glückliche Tage
- 1932 : Drei von der Kavallerie
- 1932 : Theodor Körner (de)
- 1933 : Die Fahrt ins Grüne
- 1933 : Wenn am Sonntagabend die Dorfmusik spielt
- 1933 : Schwarzwaldmädel
- 1934 : Ein Mädel wirbelt durch die Welt
- 1935 : Leichte Kavallerie
- 1935 : Cavalerie légère
- 1936 : Herbstmanöver
- 1936 : Flitterwochen
- 1936 : Drei tolle Tage
- 1937 : Wie der Hase läuft
- 1937 : Carrousel
- 1938 : Das Verlegenheitskind (de)
- 1940 : Die lustigen Vagabunden